# Ladislas Jonnart
Ladislas Jonnart (* 1594 in Mons; † 22. September 1674 in Cambrai) war ein römisch-katholischer Bischof.

## Leben
Über Jonnarts Laufbahn ist wenig bekannt. Er wurde zunächst Kanoniker, dann Dekan des Kapitels an der Kathedrale von Cambrai. Anschließend folgte dort die Ernennung zum Generalvikar.
Jonnart wurde durch den spanischen König Philipp den Großen im Jahre 1651 zum Bischof von Arras ernannt. Allerdings wurde in dieser Zeit die Stadt durch den Sonnenkönig Ludwig XIV. und die französische Armee besetzt. Der von französischer Seite eingesetzte Bischof Jean-Pierre Camus starb jedoch noch vor Antritt seines Amtes. Bis 1656 wurde kein weiterer Bischof berufen und Jonnart blieb von spanischer Seite Bischof von Arras, ohne vom Heiligen Stuhl bestätigt zu sein.
Am 31. Juli 1662 wurde Jonnart zum Bischof von Saint-Omer ernannt. Seine Bischofsweihe empfing er schließlich am 8. Oktober 1662. Wenige Jahre später wurde er als Nachfolger für den verstorbenen Gaspard Nemius ausersehen. Am 15. Juli 1669 erfolgte die Ernennung zum Fürsterzbischof von Cambrai und damit einhergehend zum Regenten des Hochstifts Cambrai im Range eines Herzogs.